# جين ميدوز
جين ميدوز (بالإنجليزية: Jayne Meadows)‏ هي ممثلة أمريكية، ولدت في 27 سبتمبر 1919 في الصين، وتوفيت في 26 أبريل 2015 في الولايات المتحدة بسبب مرض.

## أعمال

### أفلام
- (1985) أليس في بلاد العجائب
- (1991) معاطف المدينة[5][6]
- (1992) اللاعب
- (1995) كازينو[7]

### مسلسلات
- المربية
- موردر

## وصلات خارجية
- جين ميدوز على موقع IMDb (الإنجليزية)
- جين ميدوز على موقع ألو سيني (الفرنسية)
- جين ميدوز على موقع أول موفي (الإنجليزية)
- جين ميدوز على موقع قاعدة بيانات برودواي على الإنترنت (الإنجليزية)
- جين ميدوز على موقع قاعدة بيانات الأفلام السويدية (السويدية)
- جين ميدوز على موقع إن إن دي بي (الإنجليزية)
- جين ميدوز على موقع ديسكوغز (الإنجليزية)
- جين ميدوز على موقع قاعدة بيانات الفيلم (الإنجليزية)
- جين ميدوز على موقع كينوبويسك (الروسية)